# Blenda (1874)
Blenda, officiellt HM Kanonbåt Blenda, var en 1. klass kanonbåt i svenska flottan. Blenda var det först byggda fartyget av nio i Blenda-klass, som hon bildade tillsammans med Disa, Urd, Rota, Skagul, Skäggald, Verdande, Skuld och Edda. Hennes huvudbestyckning utgjordes av en bakladdad 27 cm kanon. Blenda byggdes på Lindholmens varv i Göteborg och sjösattes den 16 oktober 1874. Den 21 maj 1875 levererades hon till marinen. 
Blenda användes från 1887 som depåfartyg för torpedbåtar. Hon fick nya ångpannor 1898 och i samband med detta togs den ena skorstenen bort. Från 1910 tjänstgjorde Blenda som ubåtsmoderfartyg och från 1931 som logement för minskolans elever i kustartilleriet. Under andra världskriget användes fartyget för att spärra inloppet till Norrköpings hamn, innan hon utrangerades 1943. Efter kriget byggdes Blenda om till lastfartyg och 1954 såldes hon till Brasilien med namnet Santa Cecilia.

## Utlandsresa

### 1877-1878
Reste avsåg att bevaka svenska intressen i rysk-turkiska kriget (1877–1878).
- Sverige
- Konstantinopel, Turkiet
- Sverige